# Араш (БПЛА)
Араш (Arash, перс. آرش, известен также как Kian) — беспилотный дрон-камикадзе тяжёлого класса иранского производства. Является развитием версии тяжёлого БПЛА Kian-2 на реактивном двигателе, часто Kian и Arash экспертами относятся к дронам одного семейства Kian. Предназначен для поражения объектов военной инфраструктуры и работающих РЛС от прикрывающих их систем ПВО на большой дальности около 1000—2000 км. Основной целью дрона заявляются объекты в крупных городах для нанесения ударов «стратегического» класса.
Информация о ТТХ дрона является частично открытой, но известно, что одним из его ключевых отличий от других дронов-камикадзе производства Ирана является поражение средств ПВО за счёт наведения на сигнал РЛС при попытке сбить дрон. Известные по источникам характеристики перечислены ниже.
Дрон Араш не следует путать с одноимённым семейством ракет РСЗО Араш, которые являются аналогом GMRLS. Имя «Араш» используется в персидском языке и как личное и как название множества систем, так как связано одним из центральных героев иранской мифологии как «Араш лучник». Это национальный герой персидского эпоса, который положил свою жизнь в полёт стрелы.

## Описание
История семейства дронов началась с Kian-1 в 2013 году, который был разработан как мишень, имитирующая реактивный истребитель по скорости и маневренности для тренировки расчётов ПВО. О версии реактивного двигателя дрона было ничего неизвестно, но другие иранские дроны сходного размера как Karrar с реактивными двигателями использовали иранский двигатель Toloue-4, который является копией Microturbo TRI 60.
Ударная версия дрона Kian-2 была представлена в 2019 году. Дрон получил функцию наведения на сигнал РЛС от комплекса ЗРК при попытке его сбить, при выключении сигнала РЛС дрон атакует изначальную цель по фиксированным координатам.
Об Араш стало известно в 2020 году, ключевое отличие Араш от Kian-2 в наличии более дешёвой версии, где реактивный двигатель заменён на более дешёвый поршневой с приводом на винт. Информации о двигателе опять же не опубликовано, но близкий по энергетике двигателя иранский винтовой дрон Shahed 129 использовал форсированный вариант двигателя Rotax 912.
Араш и Каен способны поражать как РЛС стационарных ПВО, так и подвижные суда по работе их РЛС от систем ПВО/ПРО.
В ходе первых крупномасштабных военных учений с беспилотниками в декабре 2020 года «Араш» был запущен с побережья Мекрана и, преодолев расстояние около 1400 км, поразил цель в общей зоне учений в провинции Семнан. Запуск беспилотника «Араш» производился из контейнера на коммерческом транспорте. Маскировка пусковой установки под обычный грузовик предназначена для повышения маскировочных возможностей. На представленных фото с учений где видно, что пусковая установка Араш может быть замаскирована под стандартный транспортный контейнер для перевозок различными видами транспорта. Было опубликовано также видео с учений, где с 45 секунды показан пуск Араш из замаскированной под транспортный контейнер пусковой установки.
Исследователи Bellingcat, изучив снимки иранских учений из космоса, обнаружили, что действительно 16 экземпляров дрона Араш принимали участие в учениях.
12 сентября 2022 года Иран заявил об выходе улучшенной версии дрона Араш-2, не указывая никаких конкретных параметров улучшений, кроме как того что дрон предназначен по дальности и возможностями, чтобы достигнуть при пуске из Ирана территории Израиля и поражать цели в условиях работы систем ПВО.
15 октября 2022 года Институт изучения войны (ISW) и эксперты Critical Threats заявили, что дрон Араш-2 может быть закуплен Россией. По мнению экспертов Араш-2 намного мощнее по боевой части и быстрее по скорости полета, чем дрон-камикадзе Shahed-136, который уже применяется Россией.

## Характеристики
Известные характеристики:
Высота полёта: до 5000 метров
Дальность: около 1000—2000 км (на учениях показана дистанция поражения 1400 км)
Размах крыльев: 3,5 метра
Длина: 4,5 метра
Двигатель: реактивный (Kian), поршневой (Arash)
Боевая часть: 260 кг